# Barbara Heck

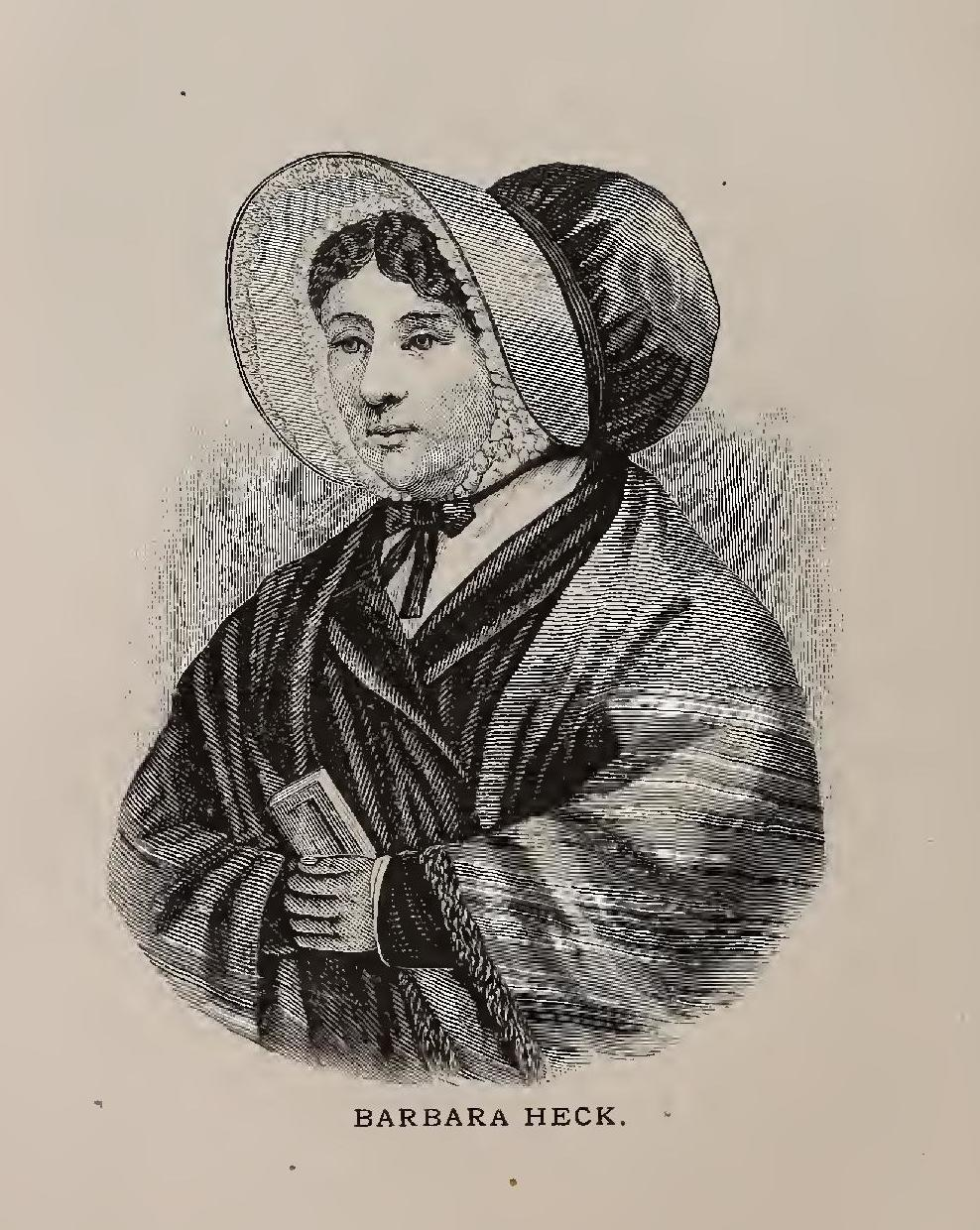
Spätere Darstellung der Barbara Heck aus dem Jahr 1885

Barbara Ruckle Heck (* 1734 in Ballingrane, County Limerick, als Barbara Ruckle; † 17. August 1804 in Maynard, Augusta Township, Oberkanada) war eine britische frühe Anführerin des Methodismus in Nordamerika. Mit ihrem Cousin Philip Embury an der Gründung der New Yorker John Street Methodist Church als erste methodistische Kirche Nordamerikas beteiligt, wurde sie von nachfolgenden Generationen nordamerikanischer Methodisten als „Mother of American Methodism“ betrachtet.

## Leben
Barbara Ruckle (in manchen Quellen auch Ruttle) kam 1734 in Ballingrane im County Limerick auf der Insel Irland als Tochter eines Pachtbauerns und seiner Ehefrau zur Welt. Ihr Heimatdorf war im Wesentlichen eine Gemeinschaft pfälzischer Bauern, deren Vorfahren 1709 aus dem Rheinland nach Irland ausgewandert waren. Wohl als Kind lernte sie zu lesen und zu schreiben. 1752 konvertierte sie zum Methodismus, eventuell, nachdem sie Zeugin einer Predigt von John Wesley in Limerick geworden war. 1760 heiratete sie Paul Heck, ebenfalls ein Sohn eines pfälzischen Bauern aus Ballingrane. Im Sommer desselben Jahren schiffte sich das Ehepaar mit etwa zwei Dutzend weiteren pfälzischen Iren von Limerick nach Nordamerika aus, das damals in gewissen Teilen wie Irland zum Britischen Weltreich gehörte. Nach einer gut zweimonatigen Überfahrt erreichte die Gruppe im August 1760 New York City, wo das Ehepaar zunächst eine lutherische Kirche besuchte. Verärgert durch das sündenhafte Glücksspiel einiger Mitauswanderer, ermunterte Heck 1766 ihren mitgereisten Cousin Philip Embury, wie schon in Irland für die Methodisten zu predigen. Aus einer kleinen Versammlung von Gläubigern in Emburys Zuhause wuchs binnen weniger Monate eine Kongregation, die 1768 ein Grundstück an der John Street im heutigen Lower Manhattan erwarb. Dort erbaute die Gemeinde wohl nach Hecks Plänen eine Kirche, die heutige John Street Methodist Church, die 1770 offiziell von John Wesley anerkannt wurde. Traditionell gilt die Kirche als älteste methodistische Kirche in Nordamerika, wenngleich Robert Strawbridge wahrscheinlich schon kurz vorher eine zum Predigen gedachte Holzhütte in Maryland errichtet hatte.
Später zogen Heck, Embury und andere Iren in den Norden der Provinz New York nach Camden Valley im Charlotte County, wo sie sich einer methodistischen Gemeinde in einer irischen Kolonie nahe dem heutigen Cambridge anschlossen. Embury predigte bis zu seinem Tod 1773 weiter. Wahrscheinlich half ihm Heck dabei, die nachgewiesenermaßen sich auch für mindestens eine „Klasse“ von Methodisten in Hampton verantwortlich zeigte. Während der Amerikanischen Revolution blieben die Hecks und andere Pfälzer den Briten gegenüber loyal und wurden daher aus New York vertrieben und flohen in die immer noch britische Provinz Québec, wo sie von der Kolonialverwaltung Land im Augusta Township an der Bay of Quinte des Ontariosees zugewiesen bekamen. Dort initiierten die pfälzischen Methodisten um Heck die Gründung einer weiteren methodistischen Gemeinde, die später zu einer der Kerngruppen der frühen kanadischen Konferenz der Methodist Episcopal Church wurde. Heck starb im August 1804 im Weiler Maynard im Augusta Township und liegt in Prescott begraben. Eines ihrer sechs Kinder, ein Sohn namens Samuel (1771–1844), wurde später ebenfalls methodistischer Prediger. Dokumente aus dem Nachlass ihrer Familie befindet sich heute im Archiv der evangelisch-methodistischen Kirche an der Drew University; von Heck selbst sind keine Dokumente überliefert.  Primärquellen zu ihrer Rolle im Methodismus sind rar. Dennoch wurde sie nach ihrem Tod von nachfolgenden Generationen US-amerikanischer und kanadischer Methodisten zur „Mother of American Methodism“ stilisiert, die entscheidend an der Gründung des Methodismus in Nordamerika beteiligt gewesen sei. Eine solche zugespitzte Behauptung wird in der heutigen religionswissenschaftlichen Forschung bestritten und Heck viel mehr als kleiner Teil im umfangreichen Netzwerk einer transatlantischen religiösen Bewegung begriffen, aus der später die methodistische Kirche hervorging.